# Wattolümpiade

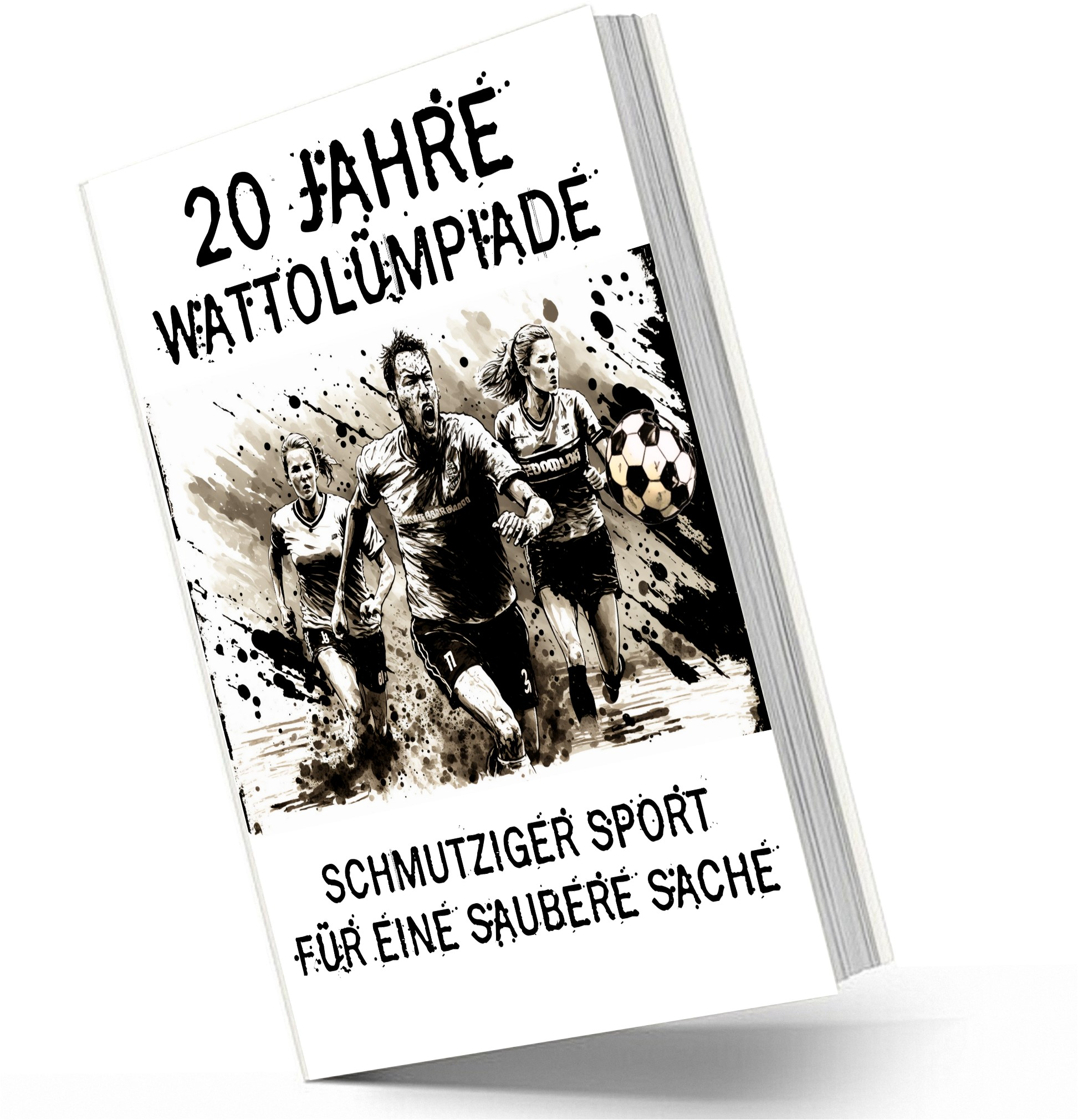
Titel-Entwurf „20 Jahre Wattolümpiade“

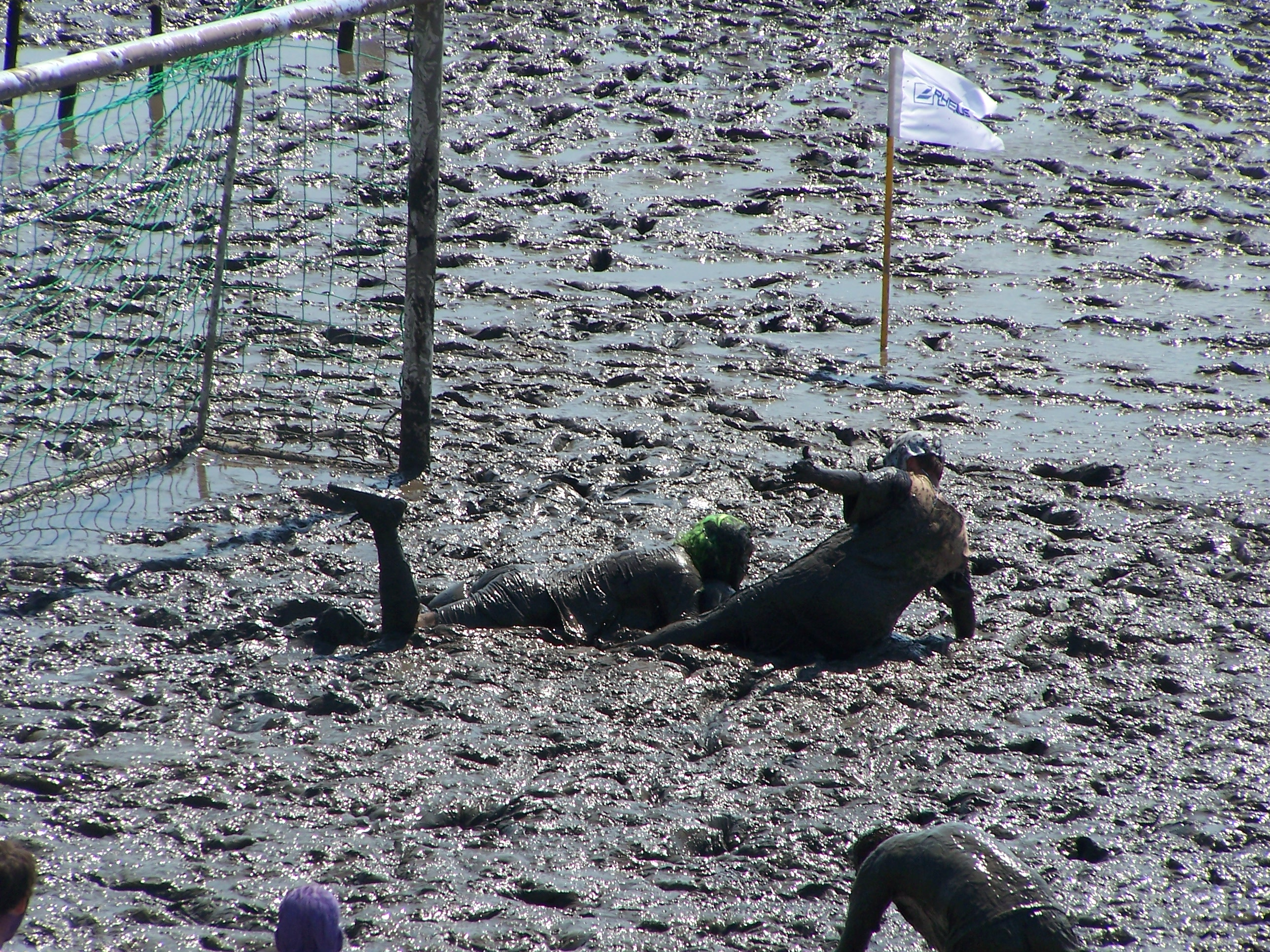
Wattolümpiade

Die Wattolümpiade war eine Veranstaltung, die seit 2004 jährlich (ab 2016 alle zwei Jahre) in Brunsbüttel an der Mündung der Elbe in die Nordsee ausgetragen wurde. Bei ihr traten Freizeitsportler in mehreren Disziplinen gegeneinander an, die speziell für die Austragung im Wattenmeer der Nordsee adaptiert worden waren.
Die im Sommer stattfindende Wattolümpiade zog jedes Jahr mehrere tausend Zuschauer an. Zum Rahmenprogramm gehörte das Musikfestival Wattstock, das jeweils am Vorabend der Wattolümpiade ausgetragen wurde. Der Erlös der Veranstaltung kam der Beratung und Information Krebskranker zugute. Die Gelder flossen unter anderem an das Westküstenklinikum sowie an andere Informations- und Beratungsstellen.
Insbesondere Fotos und Bilder der Veranstaltung waren in den Sommermonaten weltweit in den Medien beliebt und erschienen schon in Zeitungen und Fernsehsendungen auf mehreren Kontinenten.

## Geschichte
Die Veranstaltung fand erstmals 1978 statt. Damals war es eine Veranstaltung weniger Freunde, die mit Bierkästen und Radios an den Deich zogen. In den Folgejahren kam es zu unregelmäßigen Wiederholungen, die in ähnlichem Rahmen stattfanden. Initiator der Veranstaltung ist der Künstler Jens Rusch. Als Rusch nach seiner Krebserkrankung nach einer Idee suchte, um Geld für andere Betroffene zu sammeln, verfiel er auf das Freizeitspektakel. 2004 fand die Wattolümpiade erstmals in einem größeren Rahmen unter Beteiligung der Öffentlichkeit statt. Seit jenem Jahr war es zudem eine jährliche Veranstaltung.
Die Veranstaltung gewann 2005 einen Sonderpreis für kreatives Marketing beim Deutschen Tourismuspreis des Deutschen Tourismusverbands.
Im Jahr 2009 zog die Wattolümpiade etwa 400 Athleten an. Im Jahr 2010 erschien der Dokumentarfilm Meerkampf. Watt?, der auf einigen Filmfestivals und in Hamburg und Schleswig-Holstein im regulären Kinoprogramm lief. Die Zahl der Athleten stieg in diesem Jahr auf 500.
In den folgenden Jahren geriet die Veranstaltung in eine Krise. Bereits 2010 musste das Wattstock-Festival abgesagt werden, da sich die Veranstaltungskosten nicht allein aus Sponsorengeldern decken ließen. 2011 musste die Wattolümpiade aufgrund eines starken Sturms an der Nordseeküste in letzter Minute abgesagt werden. Der Ausstieg eines der beiden Hauptsponsoren bedrohte die Wattolümpiade 2012 in ihrer Existenz. In diesem Jahr konnte die Veranstaltung durch extra Benefiz-Aktionen gerettet werden, noch stand sie aber vor wirtschaftlichen Schwierigkeiten.
Im Jahr 2012 traten etwa 300 Athleten an, denen 2200 Zuschauer zusahen. Im selben Jahr entzündete der Ministerpräsident Schleswig-Holsteins, Torsten Albig, das olümpische Feuer. Schirmherr der Veranstaltung ist jeweils der schleswig-holsteinische Landtagspräsident, im Jahr 2012 war dies Klaus Schlie.
Die Stadt Brunsbüttel selbst bezeichnete die Veranstaltung als touristisches Aushängeschild der Stadt.
Im Jahr 2013 wurde die Wattolümpiade für den Schleswig-Holsteinischen Bürgerpreis nominiert und mit dem Dithmarscher Innovationspreis „Plietsche Lüüd“ (Gesellschaftspreis) ausgezeichnet.
2022 fand das Spektakel nach vier Jahren Pause wieder statt.
2024 fand die vorläufig letzte Wattolümpiade statt. Die Veranstalter verkündeten, dass mit dem 20-jährigen Jubiläum der richtige Zeitpunkt erreicht wäre, „den Deckel drauf“ zu machen. Es würde aber an einem Konzept gearbeitet, die Krebs- und Hospizarbeit der Region auf andere Art zu unterstützen.

## Ablauf
Die gesamte Wattolümpiade dauerte etwa vier Stunden, in denen die Tiden das Spielfeld freilegten. Die Zahl der Athleten war begrenzt. In den ersten Jahren wurde die Anmeldung beendet, nachdem die Startplätze besetzt waren. Da im Jahr 2012 aufgrund der ausgefallenen Wattolümpiade 2011 bereits fast alle Startplätze noch aus dem Vorjahr vergeben waren, wurden die restlichen Plätze in dem Jahr auf eBay versteigert. Die Athleten kamen aus der Region, regelmäßige Teilnehmer aber auch aus Italien, Dänemark, Belgien und Tschechien.
In den Teamdisziplinen kam es zu mehreren Veranstaltungen, bei denen konventionelle Sportarten an das Watt angepasst wurden. Dies sind Fußball, Handball und Volleyball (Wolliball). Darüber hinaus gibt es noch ein Schlickschlitten-Rennen und den Aal-Staffellauf, bei dem der Staffelstab durch einen mit gekochtem Reis gefüllten Fahrradschlauch ersetzt wurde. Ein kleiner Vibrator am Kopf versetzte den Schlauch während des Laufs in Schwingungen. Neben Preisen für die erfolgreichsten Sportler wurden auch die besten Kostüme oder die lustigste Mannschaft prämiert. In der Geschichte der Veranstaltung gab es weitere Sportarten, die später nicht mehr ausgetragen werden, wie Gummistiefelweitwurf, Fischtennis, Euterball und Tauziehen (Tampentrecken). Einige Jahre wurde das Programm um ein Golfturnier im Watt von Friedrichskoog ergänzt. Dieses ist weniger schlickreich und härter als das Schlickwatt der Elbmündung, sorgte aber trotzdem für ein außergewöhnliches Golfspiel.
Zur Folklore der Veranstaltung gehörte es, zahlreiche Begriffe zu „verwatten“. So sprechen die Veranstalter von „Wattleten“, dem „Wattkampfleiter“, wünschen sich „dreckigen Sport“ etc. Ein Wattkampfleiter war der Brunsbütteler Landtagsabgeordnete Oliver Kumbartzky, Organisationschef ist seit vielen Jahren Michael Behrendt.

## Benefiz-Hintergrund
Mit dem lustigen Wattspektakel und den angeschlossenen Wattstock-Konzerten wurde ein Charity-Ertrag über 570 000.- € generiert (Stand Februar 2023).
Damit wurden zahlreiche Institutionen für Krebsbetroffene an der Schleswig-Holsteinischen Westküste geschaffen oder unterstützt. Dazu gehört auch das eigene Krebsberatungszentrum Westküste in Brunsbüttel.

### Kooperationen
- Stark gegen Krebs e. V. (Verein mit Sitz in Frankfurt am Main)[23]
- Lautstark gegen Krebs mit dem Wacken Open Air[24]

## Auszeichnungen
- Die Veranstaltung gewann 2005 einen Sonderpreis für kreatives Marketing beim Deutschen Tourismuspreis des Deutschen Tourismusverbands.[25]
- Michael Behrendt erhielt den 2016 den Landesverdienstorden für seine Arbeit als Erster Vorsitzender des Veranstaltungs-Gremiums „Wattikan“.[26]
- Jens Rusch erhielt 2021 für sein Engagement den Bundesverdienstorden.[27] Der onkologische Arbeitskreis der Westküstenkliniken ernannte ihn zum Ehrenmitglied.

## Trivia
„Wattolümpiade“ ist der Titel der 1. Folge Staffel 4 der Serie Der Tatortreiniger mit Bjarne Mädel. 